# BMW C 600
La BMW C 600 è un maxi-scooter prodotta in tre versioni, C 600 Sport e C 650 GT dal 2012 e C Evolution dal 2014, dalla casa motociclistica tedesca BMW Motorrad. La C 600 Sport nel 2016 in occasione di un restyling ha subito un cambio di denominazione in C 650 Sport.

## Profilo

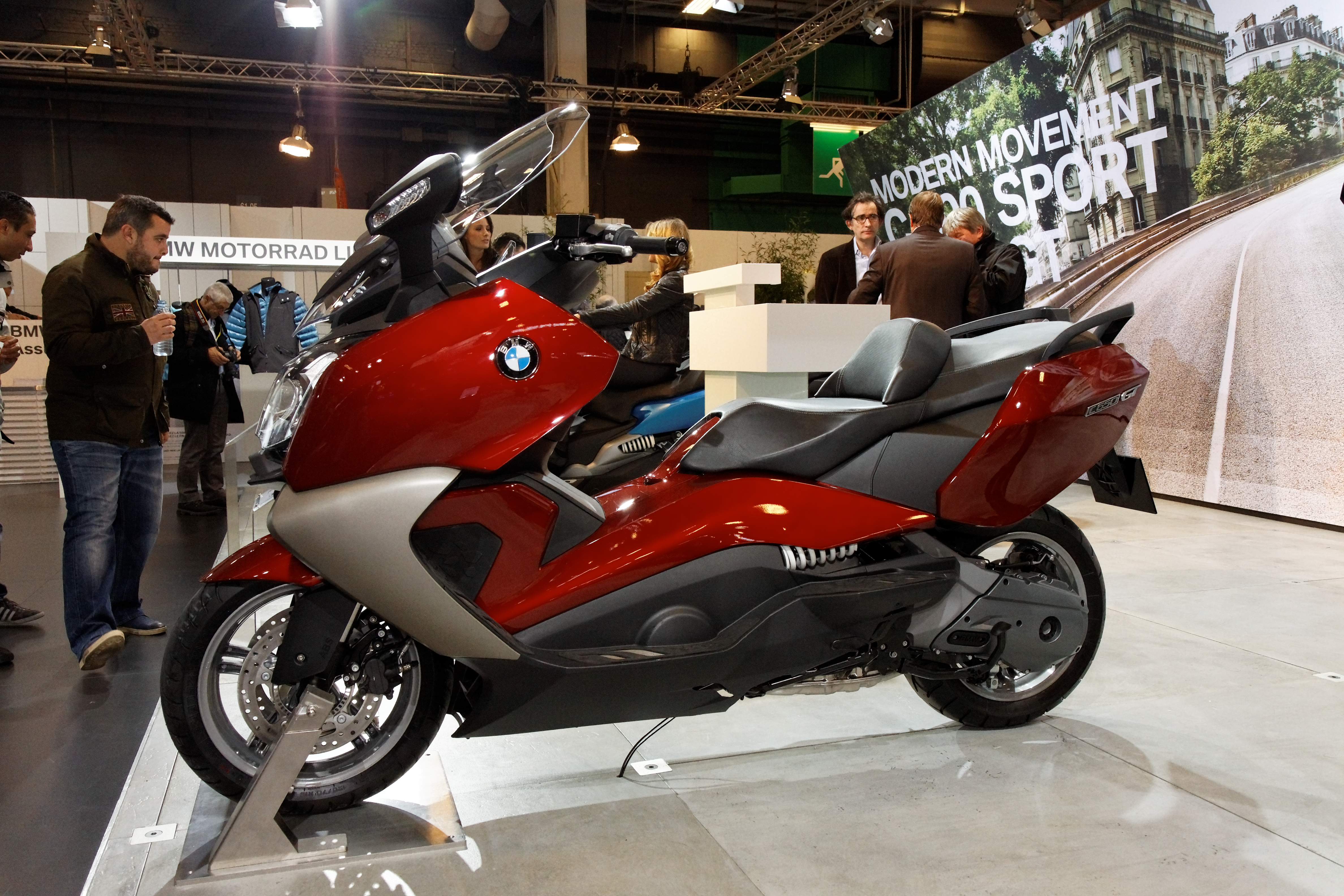
BMW C 650 GT del 2011

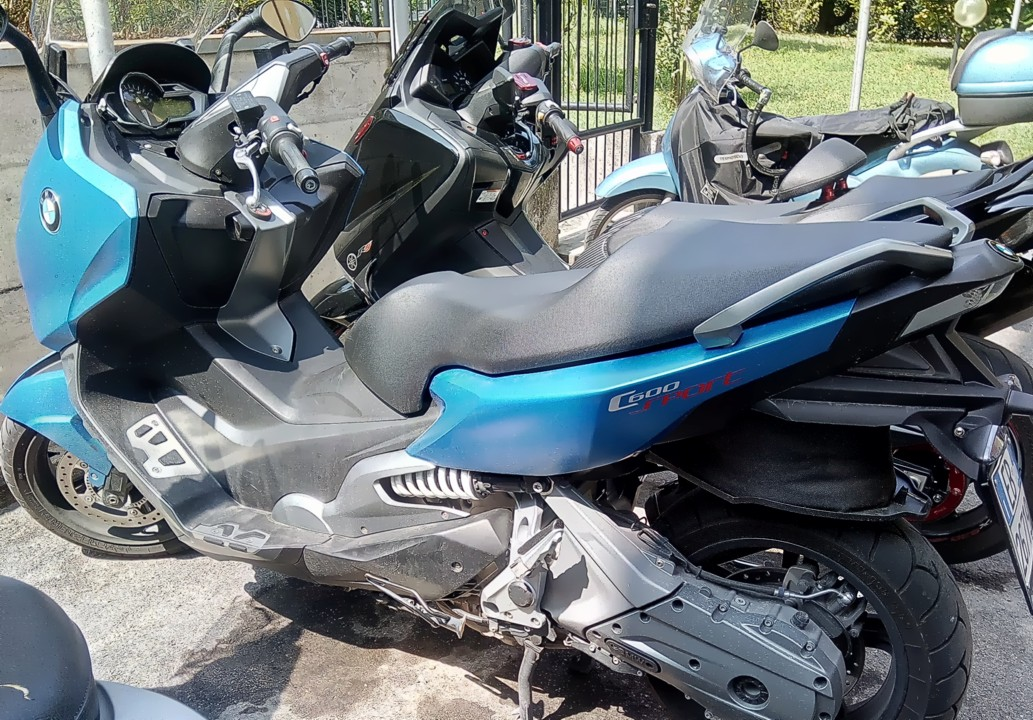
Scooter C600 Sport con portacasco sottosella espanso

Presentati all'EICMA di Milano del 2011, la C 600 Sport e C 650 GT sono dei maxiscooter caratterizzati da ruote di 15 pollici che condividono un inedito motore bicilindrico da 647 cm³ avente lubrificazione a carter secco con distribuzione a doppio albero a camme in testa con 4 valvole per cilindro con una potenza di 44 kW (60 CV) erogati a 7500 g/min e una coppia massima di 66 Nm disponibile a 6000 giri/min. Le due versioni hanno medesima meccanica e ciclistica, ma differiscono per impostazione di guida e per l'estetica, più sportiva la prima mentre più turistica la seconda. La sua concorrente diretta è lo scooter TMax.
Nel settembre 2013 la casa bavarese introduce una versione elettrica dello scooter denominata C Evolution. L'autonomia dichiarata è di 100 km e il peso complessivo del motoveicolo si attesta sui 265 kg, con una punta massima di 120 km/h limitata elettronicamente.
Dopo 3 anni dal lancio la C 600 Sport viene sottoposta a un aggiornamento che le fa cambiare nome in C 650 Sport; la cubatura del motore rimane invariata, ma esso subisce delle modifiche a livello di elettronica per essere omologato alle normative antinquinamento Euro 4.